# Liste der Nummer-eins-Hits in Belgien (1963)
Diese Liste enthält alle Nummer-eins-Hits in Belgien im Jahr 1963. Es gab in diesem Jahr sieben Nummer-eins-Singles.
| Singles |
| --- |
| - Petula Clark – Cœur blessé - 3 Monate (1. Januar – 31. März) - Will Tura – Eenzaam zonder jou - 1 Monat (1. April – 30. April) - Adamo – Sans toi mamie - 2 Monate (1. Mai – 30. Juni) - Cliff Richard & The Shadows – Lucky Lips - 1 Monat (1. Juli – 31. Juli) - Elvis Presley – (You're The) Devil In Disguise - 1 Monat (1. August – 31. August) - Adamo – N'est-ce pas merveilleux? - 1 Monat (1. September – 30. September) - Trini Lopez – If I Had a Hammer - 3 Monate (1. Oktober – 31. Dezember) |